# Jimi Plays Monterey
Jimi Plays Monterey – wydany pośmiertnie album koncertowy Jimiego Hendrixa, zawierający jego pełny występ na International Monterey Pop Festival.

## Lista utworów
Autorem wszystkich utworów, chyba że zaznaczono inaczej jest Jimi Hendrix.
| Nr | Tytuł utworu                   | Długość |
| -- | ------------------------------ | ------- |
| 1. | „Killing Floor” (Burnett)      | 3:37    |
| 2. | „Foxy Lady”                    | 3:34    |
| 3. | „Like a Rolling Stone” (Dylan) | 6:50    |
| 4. | „Rock Me Baby” (King, Josea)   | 3:29    |
| 5. | „Hey Joe” (Roberts)            | 4:03    |
| 6. | „Can You See Me”               | 2:43    |
| 7. | „The Wind Cries Mary”          | 3:46    |
| 8. | „Purple Haze”                  | 5:06    |
| 9. | „Wild Thing” (Taylor)          | 7:54    |
|    |                                | 41:02   |

## Twórcy
- Jimi Hendrix - gitara, śpiew
- Mitch Mitchell - perkusja
- Noel Redding - gitara basowa